# جوليان كلارك
جوليان كلارك (بالإنجليزية: Julian Clarke)‏ (و. 1977  م) هو مونتير كندي، ولد في فانكوفر.
.

## التعليم
تعلم في جامعة كولومبيا البريطانية.

## وصلات خارجية
- جوليان كلارك على موقع IMDb (الإنجليزية)
- جوليان كلارك على موقع ألو سيني (الفرنسية)
- جوليان كلارك على موقع أول موفي (الإنجليزية)
- جوليان كلارك على موقع قاعدة بيانات الأفلام السويدية (السويدية)
- جوليان كلارك على موقع قاعدة بيانات الفيلم (الإنجليزية)
- جوليان كلارك على موقع كينوبويسك (الروسية)